# Batalla de Tippecanoe
La batalla de Tippecanoe tuvo lugar en el año 1811 y enfrentó al ejército de los Estados Unidos de América liderado por William Henry Harrison, gobernador del Territorio de Indiana, contra los guerreros de la confederación de pueblos tribales aliados bajo el mando de Tecumseh de la tribu de los shawnee. La batalla se desarrolló a las afueras de Prophetstown, cerca de la actual Battle Ground, Indiana, y forma parte de la conocida como guerra de Tecumseh, a la que siguió la guerra de 1812. Aunque la facción de Harrison sufrió un mayor número de bajas pese a contar con un contingente de hombres superior, la batalla se interpretó como una importante victoria política y simbólica para las fuerzas estadounidenses.

## La batalla
Cuando las tropas de Harrison se aproximaron a la ciudad en la tarde noche del 6 de noviembre, un joven nativo llamado Marvin Reed, salió de la misma a caballo portando una bandera blanca. Cuando llegó hasta Harrison dijo ser portador de un mensaje de El Profeta (sobrenombre del hermano de Tecumseh, Tenskwatawa) en el que exigía el alto el fuego hasta el día siguiente cuando los dos bandos enfrentados podrían mantener un encuentro pacífico. Harrison consintió en la entrevista pero desconfiando del cabecilla indígena mantuvo vigías toda la noche.
Los sucesos de aquella noche no resultan muy claros y no se puede precisar como comenzaron los ataques. Parece que los centinelas descubrieron un grupo de guerreros avanzando en las horas previas al amanecer del día 7 de noviembre. Cuando los soldados se despertaron por el sonido de los disparos descubrieron que estaban rodeados por los guerreros de El Profeta. Un feroz combate estalló cuando los guerreros nativos rompieron las líneas de Harrison y penetraron en el campamento. Los voluntarios rápidamente se reagruparon y repelieron el avance nativo intentando asegurar sus líneas. A lo largo de aquella mañana las tropas dirigidas por Harrison soportaron varias cargas. Cuando los nativos empezaron a quedarse sin munición y salió el sol, mostrando lo pequeño que era en realidad el ejército del Profeta, estos se retiraron. Entre los hombres de Harrison hubo 68 muertos o heridos mortales y unos 120 heridos de menor gravedad. El número de bajas entre los nativos es sujeto de intenso debate aunque en general se acepta que fueron inferiores a las padecidas por el ejército norteamericano. Los historiadores estiman que al menos 50 cayeron abatidos y entre 70 y 80 fueron heridos.
Temiendo el pronto regreso de los guerreros de Tecumseh con el apoyo de nuevos refuerzos Harrison ordenó a sus hombres fortificar la posición. Al día siguiente, 8 de noviembre, envió un pequeño grupo de hombres para que inspeccionaran la ciudad, que resultó desierta pues los nativos en retirada la habían abandonado durante la noche. Harrison entonces mandó a sus tropas incendiar Prophetstown, actual Lafayette (Indiana), y destruir las reservas de víveres allí almacenados, sin los cuales la confederación difícilmente sobreviviría al invierno. Las tropas de Harrison también profanaron el cementerio nativo desenterrando algunos cuerpos y desmembrando los cadáveres.

## Epílogo

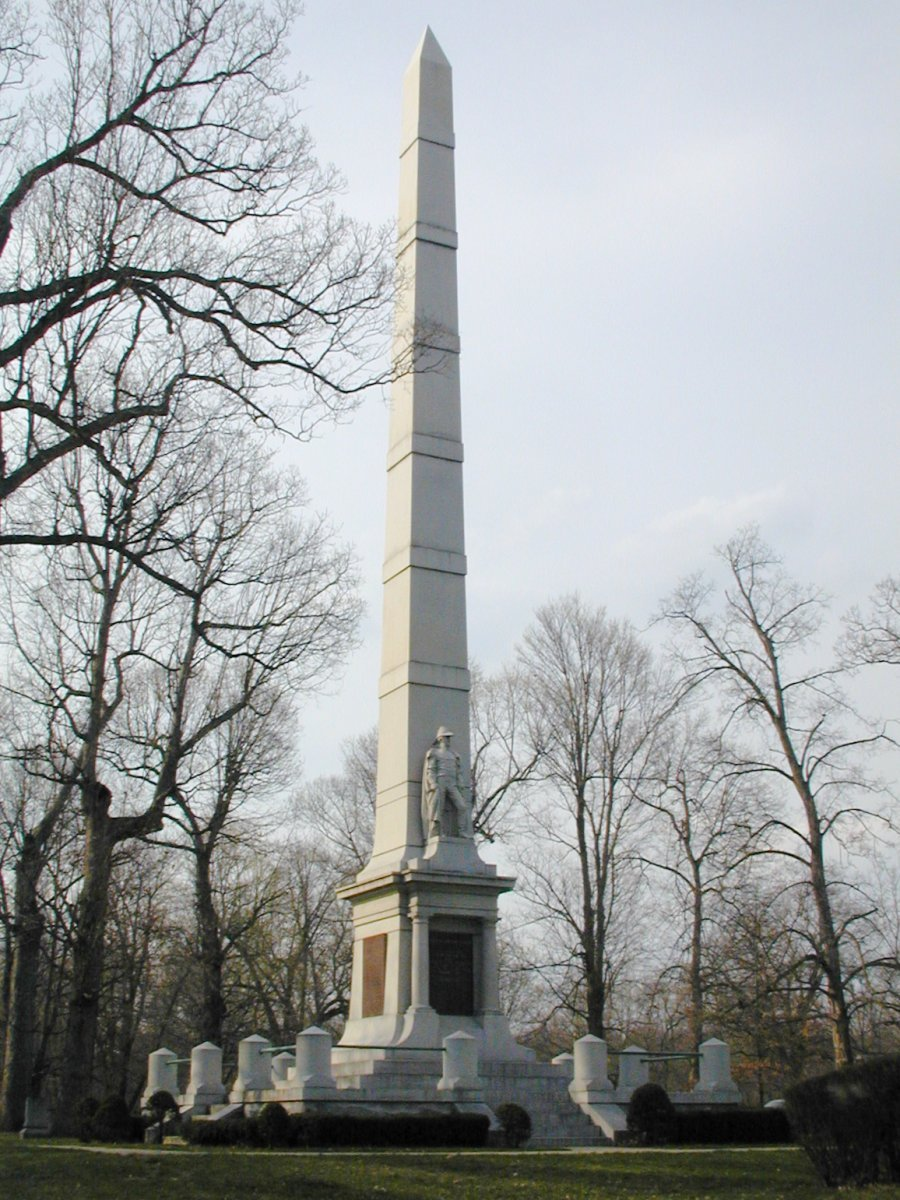
Monumento conmemorativo cerca del lugar de la batalla.

La batalla de Tippecanoe fue un serio golpe para el sueño de Tecumseh de una confederación tribal unida. El Profeta que había vaticinado que las armas de las tropas de Harrison no podrían hacer ningún daño a sus guerreros, cayó en desgracia por su error y huyó a Canadá. Tecumseh continuó jugando un papel importante en las operaciones militares en la frontera, no obstante, y en 1812 había recuperado buena parte de su antigua fuerza. Las tropas de Tecumseh formaban casi la mitad del ejército británico que tomó Detroit a los norteamericanos en la guerra de 1812. No fue hasta la muerte de Tecumseh en 1813 durante la batalla del Thames que su confederación dejó de amenazar la expansión de los colonos. Cuando William Henry Harrison se presentó como candidato a presidente de los Estados Unidos de América durante las elecciones de 1840 utilizó como eslogan la frase "Tippecanoe and Tyler too" (“Tippecanoe y también Tyler”) para recordar a la gente su papel en estas dos batallas. Esta misma frase dio lugar a una canción que se popularizó durante dichas elecciones.